# Siége Perilous
Siége Perilous è il terzo disco del gruppo power metal statunitense Kamelot, pubblicato nel marzo 1998.

## Tracce
1. Providence – 5:35
2. Millennium – 5:15
3. King's Eyes – 6:14
4. Expedition – 5:41
5. Where I Reign – 5:58
6. Parting Vision – 5:03
7. Once a Dream – 3:34
8. Rhydin – 4:24
9. Irea – 4:32
10. Siege (Instrumental) – 4:21

## Formazione
- Roy Khan - voce
- Thomas Youngblood - chitarra
- Glenn Barry - basso
- Casey Grillo - batteria